# Ану

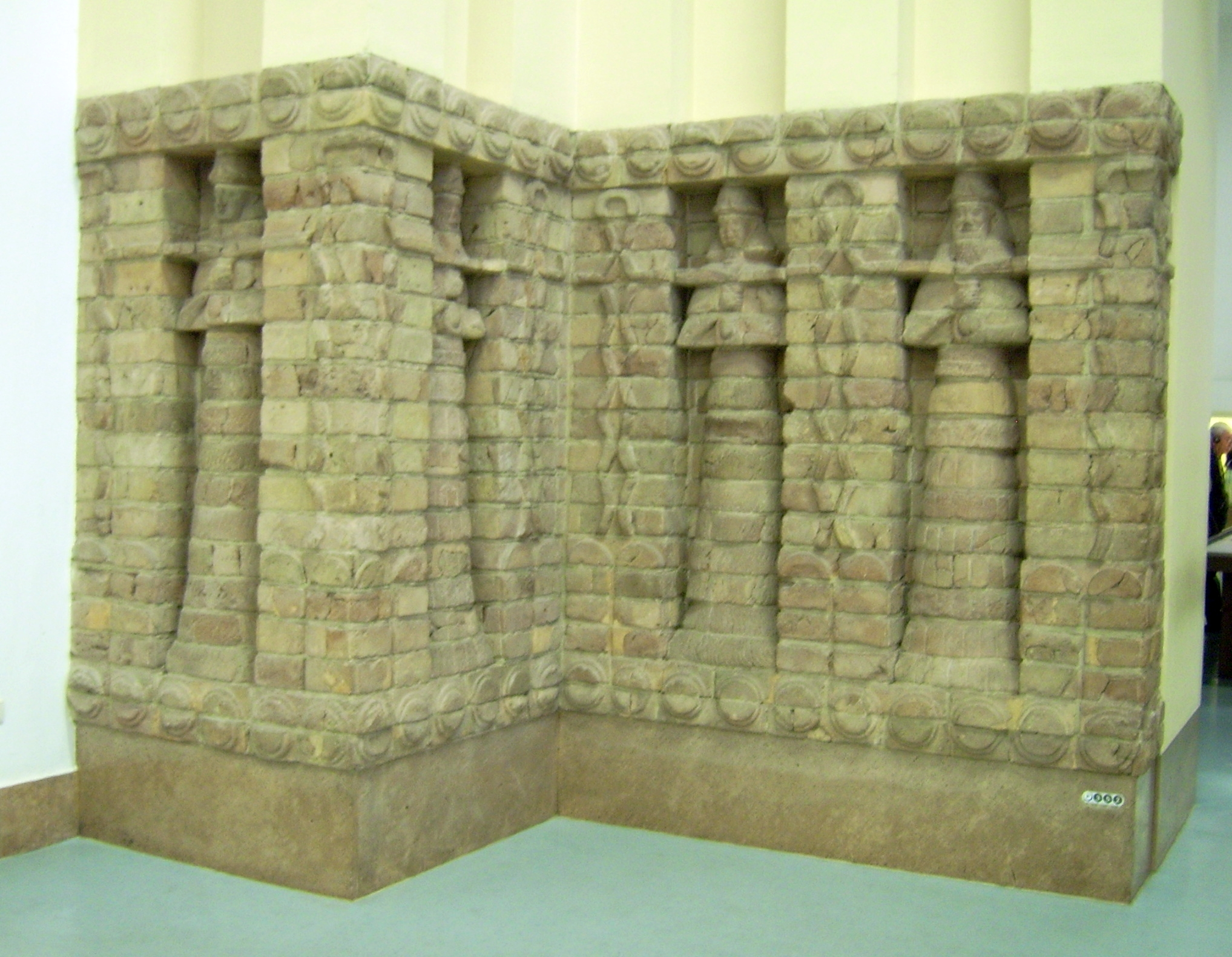
Часть фасада вавилонского храма Иштар в Уруке, построенного около 1415 г. до н. э., во время касситского периода (около 1600—1155 гг. до н. э.). Первый храм Эанны в Уруке был посвящен Ану, но позже был посвящен Инанне.

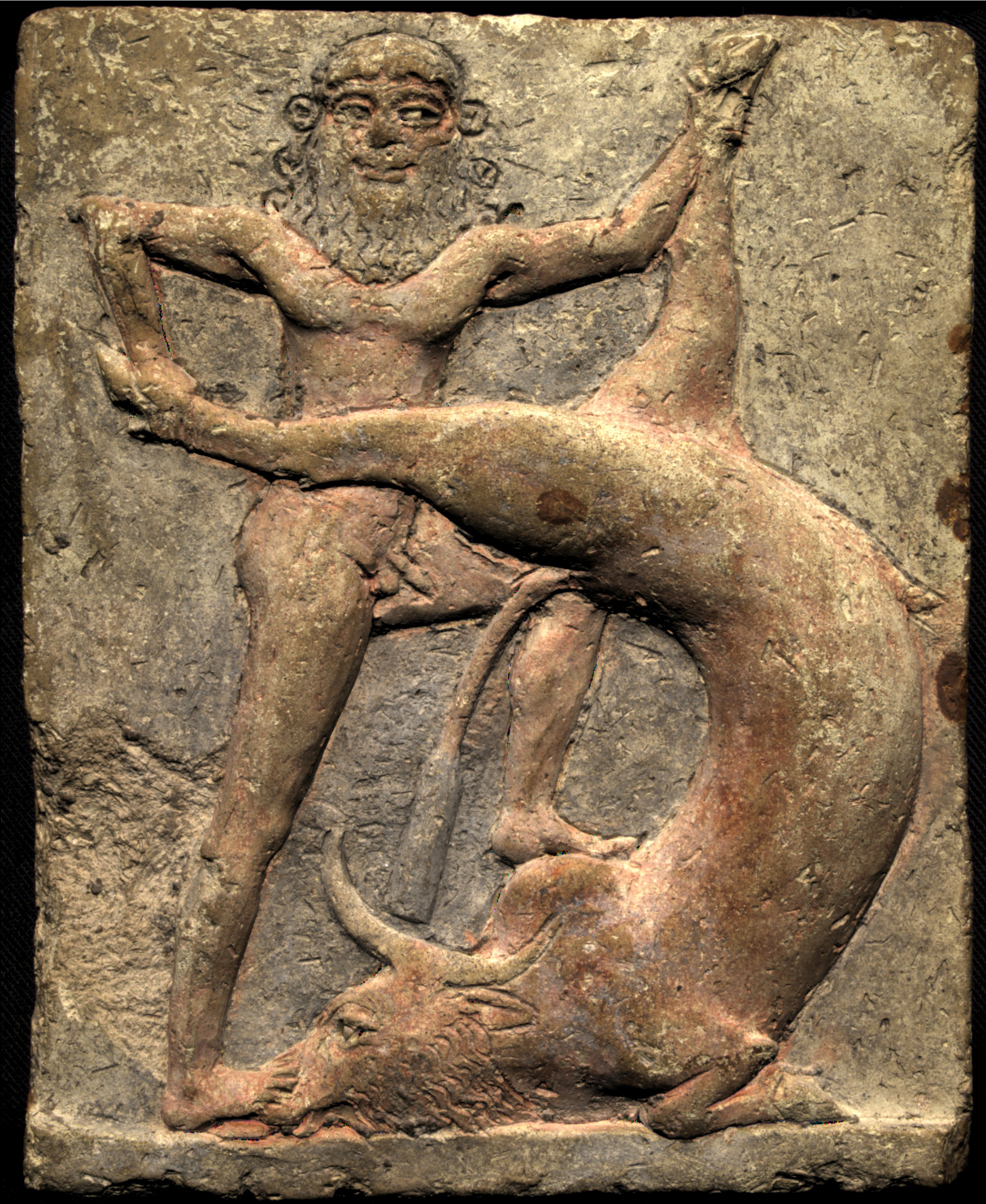
Древний месопотамский терракотовый рельеф, изображающий Гильгамеша, убивающего Небесный Бык, которого Ану даёт своей дочери Иштар в Таблице IV «Эпоса о Гильгамеше» после того, как Гильгамеш отвергает её любовные ухаживания.

Ану́ (шум. 𒀭) — в шумеро-аккадской мифологии — верховный бог неба, возглавлявший сонм богов. Наряду с Энлилем и Энки входил в число старейших и самых могущественных богов месопотамского пантеона.

## Происхождение
Его титул — «отец богов». Ану был первоначально неотъемлемо связан с богиней земли Ки, от которой породил бога воздуха Энлиля, отделившего небо от земли.
Его спутницей была богиня неба Анту.

## Описание
Нередко он враждебен людям (по просьбе Иштар наслал на Урук небесного быка, требовал смерти героя Гильгамеша; в сказании «Адапа и Южный ветер» собирался покарать первочеловека), но чаще пассивен и бездеятелен.
Символ Ану — рогатая тиара.

## Культ
Наряду с Анту считался покровителем праздника акиту в Вавилоне, Уруке и других городах до эллинистического периода и даже до II века до н. э. Позже мог идентифицироваться с греческими богами Зевсом и Ураном.
В отце семейства, в правителе государства — жители Месопотамии узнавали черты Ану. Как царь и верховный правитель, он был прототипом всех правителей. Ему принадлежали регалии, воплощавшие сущность царской власти: скипетр, корона, головная повязка и посох пастуха.

## В других мифологиях
В хетто-хурритской традиции был сыном бога-создателя Алалу, свергнувшим отца и в свою очередь свергнутым своим сыном — Кумарби. Когда Ану пытался убежать, Кумарби вырвал его гениталии, семя Ану упало на землю, и из семени родился бог грозы Тешуб. В хеттском мифе усматривают прообраз античного сюжета о боге Кроносе, оскопившем своего отца Урана, которого Роберт Монди называет «бледным отражением Ану».